# Броме (Німеччина)
Броме (нім. Brome) — громада в Німеччині, розташована в землі Нижня Саксонія. Входить до складу району Гіфгорн. Центр об'єднання громад Броме.
Площа — 36,66 км2. Населення становить 3281 ос. (станом на 31 грудня 2021).